# Xã Badger, Quận Webster, Iowa
Xã Badger (tiếng Anh: Badger Township) là một xã thuộc quận Webster, tiểu bang Iowa, Hoa Kỳ. Năm 2010, dân số của xã này là 1.121 người.